# Lobelia clavata
Lobelia clavata är en klockväxtart som beskrevs av Franz Elfried Wimmer. Lobelia clavata ingår i släktet lobelior, och familjen klockväxter. Inga underarter finns listade i Catalogue of Life.